# Edouard Wattelier
Edouard Wattelier (Chaumontel, 12 december 1876 - Chaumontel, 18 september 1957) was een Frans wielrenner.
Wattelier was niet echt een bekend wielrenner, maar zijn opmerkelijkste prestaties waren zijn deelname Ronde van Frankrijk in 1903, 1905, 1906, 1907, 1908, 1909 en 1911. Hij was de broer van Antony Wattelier.

## Belangrijkste overwinningen
1901
- Toulouse-Luchon

1902
- Bordeaux-Parijs

## Resultaten in voornaamste wedstrijden
| Jaar | Ronde van Italië | Ronde van Frankrijk | Ronde van Spanje |
| ---- | ---------------- | ------------------- | ---------------- |
| 1898 |                  |                     |                  |
| 1899 |                  |                     |                  |
| 1900 |                  |                     |                  |
| 1901 |                  |                     |                  |
| 1902 |                  |                     |                  |
| 1903 |                  | opgave              |                  |
| 1904 |                  |                     |                  |
| 1905 |                  | opgave              |                  |
| 1906 |                  | 7e                  |                  |
| 1907 |                  | opgave              |                  |
| 1908 |                  | 28e                 |                  |
| 1909 |                  | opgave              |                  |
| 1910 |                  |                     |                  |
| 1911 |                  | opgave              |                  |

| Jaar | Parijs-Roubaix | Parijs-Tours |
| ---- | -------------- | ------------ |
| 1898 | ↑              |              |
| 1899 |                |              |
| 1900 |                |              |
| 1901 | 8e             | Brons        |
| 1902 | ↑              |              |
| 1903 | 4e             |              |
| 1904 | 4e             |              |
| 1905 | 5e             |              |
| 1906 |                |              |
| 1907 |                |              |
| 1908 |                |              |
| 1909 |                |              |
| 1910 |                |              |
| 1911 |                |              |